# Geoblocking
Das Geoblocking ist die im Internet eingesetzte Technik zur regionalen Sperrung von Internetinhalten durch den Anbieter. Die Technik kommt insbesondere beim Urheberschutz über das Internet verbreiteter Werke wie Filme und Fernsehübertragungen zum Einsatz.

## Namensherkunft
Der Begriff „Geoblocking“ setzt sich aus der Vorsilbe geo- (dt. Erde) und dem englischen Wort  blocking (dt. blockieren, sperren) zusammen. Gemeint ist eine Sperrung von Internetinhalten aufgrund der geographischen Herkunft, z. B. Zugehörigkeit zu einem bestimmten Staat der Erde.

## Technik
Der Zugriff auf Dienste im Internet erfolgt über Internetdienstanbieter (Provider). Diese verfügen über eine Reihe von Nummern (IP-Adressen) für Internet-Anschlusspunkte, die diese entweder direkt oder indirekt (Dual-Stack lite) den Anschlüssen ihrer Kunden zuweisen. Nur über Anschlusspunkte mit einer solchen Nummer können Endgeräte mit anderen an das Internet angeschlossenen Geräten kommunizieren: Bei einer Anfrage, die von einem dieser Geräte (Client) an ein anderes geht, um von diesem etwas zurückzuerhalten (Server), benötigen beide Geräte eine Adresse des jeweils anderen. Denn nur so können die zwischen ihnen liegenden Knotenpunkte des Internets die Abfrage dem Server und dessen Antwort dem Client zustellen. Im Internet-Protokoll ist dafür die IP-Adresse festgelegt.
Oberste Instanz zur Vergabe von IP-Adressen innerhalb des Internets ist die Internet Assigned Numbers Authority (IANA), die Blöcke dieser Adressen (Adressbereiche) zunächst an regional zuständige Instanzen vergibt, die wiederum Teile dieser Blöcke an weitere untergeordnete Instanzen bis hin zum einzelnen Internet-Provider vergeben. Die Adressbereiche jedes Providers sind öffentlich bekannt (siehe Autonomes System), dazu je Adressbereich auch eine geografische Angabe. So lässt sich nicht nur ermitteln, über welchen Provider ein Gerät mit anderen im Internet kommuniziert, sondern auch, welcher geografischer Ort dazugehört. Eine Serversoftware kann dies in Echtzeit tun und dem Client eine darauf angepasste Antwort senden (Geotargeting) oder auch gar nicht antworten.

## Anwendungsbereiche
Durch die Kenntnis der Herkunft des Internetnutzers kann der Internetseitenanbieter den Nutzer technisch zum Beispiel wegen eines landesspezifischen Urheberrechts von der Anzeige bzw. der Nutzung von bestimmten Internetinhalten ausschließen. Dies geschieht insbesondere bei Filmen und Fernsehübertragungen im Internet sehr häufig.
In Deutschland nutzt zudem z. B. das Videoportal YouTube das Geoblocking sehr stark zur Sperrung von in Deutschland urheberrechtlich geschützten Musikvideos. Da das deutsche Urheberrecht nicht weltweit gilt, sind diese Videos grundsätzlich frei aufrufbar.
Das Geoblocking betrifft nicht nur die audio-visuellen Medien im Internet, die aus kommerziellen Gründen blockiert werden. Internetseiten werden auch von Staaten zensiert. So sind Staaten wie Nordkorea, Kuba, China oder die Türkei bekannt für ihre strikte Internetzensur. Mehr oder weniger ausgeprägt sperren die Staaten den Zugang zu (meist ausländischen) Internetseiten für ihre Bürger. Über die Zuordnung der IP-Adresse des Nutzers zu einem Staat erkennt dann der Provider, ob der Inhalt dem Nutzer angezeigt werden darf oder nicht.

## Umgehungsmöglichkeiten
Geoblocking kann durch Nutzung eines Proxy-Servers, der in einem nicht-gesperrten Land steht, Virtuelle Private Netze (VPN) und Anonymisierer umgangen werden. Ob es sich hierbei jedoch nach deutschem Recht um eine Urheberrechtsverletzung in Form einer illegalen Umgehung einer wirksamen technischen Schutzmaßnahme im Sinne des § 95a Abs. 2 Satz 1 UrhG handelt, ist umstritten. Im Schrifttum wird dies überwiegend angenommen. Gerichtliche Klärung hat die Frage bislang noch nicht erfahren. Nach § 108b und § 111a UrhG ist eine Strafbarkeit bzw. Ordnungswidrigkeit bei ausschließlich privatem Handeln jedenfalls ausgeschlossen, weshalb die Problematik vor allem für das Zivilrecht bedeutsam ist.

## Rechtslage in der EU
Die Verordnung (EU) 2018/302 gegen ungerechtfertigtes Geoblocking im Binnenmarkt (GB-VO) wurde am 2. März 2018 im Amtsblatt der Europäischen Union veröffentlicht und gilt seit dem 3. Dezember 2018.[veraltet] Sie untersagt Webseitenbetreibern das Geoblocking; allerdings sind darin audiovisuelle Werke der Filmindustrie, Fernsehsender und Sportrechteverwerter ausgenommen, um auch in Zeiten des „digitalen Binnenmarktes“ das Territorialitätsprinzip bei der Verwertung audiovisueller Werke (z. B. der Filmverwertung) zu wahren.
In Deutschland wurden diese Bestimmungen mit dem Gesetz vom 29. November 2018 als Änderung des Telekommunikationsgesetzes umgesetzt (BGBl. I S. 2230).
Die Gesetzgebung zum Geoblocking wird in der rechtswissenschaftlichen Lehre kritisch gesehen.